# Home staging
Home staging [čti houm stejdžing] je příprava nemovitosti na prodej nebo pronájem a její profesionální prezentace na realitním trhu. Na rozdíl od interiérového designu, který je zaměřen na vlastní domov nebo firemní prostory, Home staging se zaměřuje na nemovitosti určené k prodeji nebo pronájmu. Cílem je zvýšení atraktivity nemovitosti pro co nejširší okruh potenciálních zájemců a to především sladěním barevných schémat, uspořádáním nábytku a barevně sladěných doplňků, nastavení osvětlení a odstranění všech negativních elementů, které by potenciálnímu zájemci ztěžovaly představu, že by právě tady mohl bydlet.
Osobě, která se o úpravu nemovitosti stará se říká Home Stager.
Virtuální staging je moderní technika využívající počítačovou grafiku k digitálnímu vybavení prázdných nebo nedostatečně zařízených interiérů. Místo fyzického nábytku a dekorací se do fotografií nemovitosti přidávají realistické 3D modely, které pomáhají potenciálním kupcům lépe si představit, jak by mohl prostor vypadat a být využit. Tato metoda je časově i finančně efektivnější než tradiční staging, protože eliminuje potřebu přepravy a instalace skutečného nábytku. Virtuální staging je ideální pro developerské projekty, prázdné nemovitosti nebo prostory, kde je obtížné provést fyzické úpravy.
AI staging představuje pokročilý přístup k prezentaci nemovitostí, který využívá umělou inteligenci k automatizaci a zefektivnění procesu stagingu. Umělá inteligence dokáže analyzovat fotografie interiéru a navrhnout optimální uspořádání nábytku a dekorací pro maximální vizuální přitažlivost. Tento přístup umožňuje rychle generovat více variant designu přizpůsobených různým cílovým skupinám kupců. AI staging zvyšuje efektivitu a snižuje náklady spojené s manuálním stagingem, což umožňuje realitním makléřům a majitelům nemovitostí prezentovat své nabídky na nejvyšší úrovni s minimálním úsilím.

## Komu je určen
Home stagingu využívají realitní kanceláře, developerské firmy, ale i soukromí vlastníci nemovitostí. Je také vhodný po komerční sektor, jako kanceláře, hotely, obchody a restaurace.

## Místa uplatnění
Největší uplatnění nachází Home staging u obývaných nemovitostí určených k prodeji nebo pronájmu. Další možností jsou prázdné byty nebo domy a to novostavby či starší nemovitosti. Prokázalo se, že zařízené byty se prodávají rychleji, než byty prázdné. Proto tuto službu v hojné míře využívají developerské společnosti pro své vzorové byty. Staging komerčních prostorů, jako jsou kanceláře, firemní prostory, úřady, restaurace, kavárny, kosmetické a kadeřnické salony, může oživit a zatraktivnit prostředí.

## Historie
V roce 1972 Barb Schwarz přišla s termínem „Staging“. Barb pracovala v realitách. Tento koncept vznikl díky klientovi, který za Barb přišel s tím, že by chtěl upravit nemovitost k prodeji. Postupně se rozšířil a stal velmi populární po USA a v zemích západní Evropy (Velká Británie, Španělsko apod.). Do České republiky ho v lednu r. 2010 uvedla Jitka Kobzová.